# 親衛隊高級小隊領袖

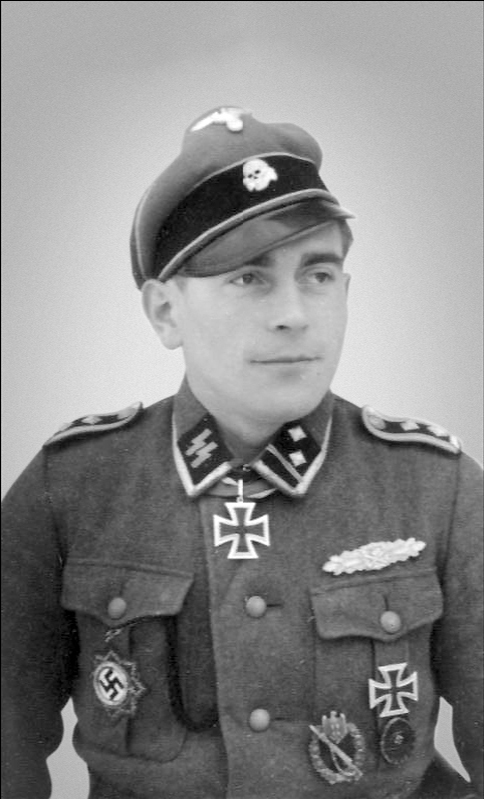
親衛隊高級小隊領袖古斯塔夫·史賴柏。

親衛隊高級小隊領袖（德語：Hauptscharführer）是納粹德國準軍事組織「親衛隊」的一個階級，存在於1934年至1945年間。本階級是親衛隊中職等最高的士官階級。值得注意的是，本階級在武裝親衛隊中為親衛隊突擊隊領袖的下位階級；與本階級相對應的武裝親衛隊階級為「親衛隊突擊隊領袖」。
高級小隊領袖於長刀之夜後成為親衛隊的階級之一；1934年6月間，親衛隊以此階級取代了衝鋒隊原有的「上級小隊領袖」。
在一般親衛隊中，高級小隊領袖通常由指揮連級規模的「親衛隊突擊隊」（SS-Sturm）的資深士官擔任，但此階級有時也會授予於親衛隊本部或如蓋世太保與親衛隊保安處等安全機構內任職的幕僚人員。
集中營警衛部隊與別動隊內亦有許多成員屬於此階級。本階級的下位階級為親衛隊上級小隊領袖，上位階級在一般親衛隊中為親衛隊下級突擊隊領袖，在武裝親衛隊中則為親衛隊突擊隊領袖。
在武裝親衛隊中，高級小隊領袖主要授予連與營級部隊中的士官，且是繼親衛隊突擊隊領袖後第二高的士官官階。獲授此階級者通常也會同時獲得「親衛隊參謀小隊領袖」的頭銜。
高級小隊領袖的識別標記為帶兩個銀色方形與一條銀色橫紋的黑底襟章。

## 標記

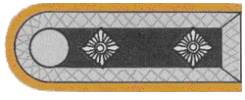
肩章
襟章
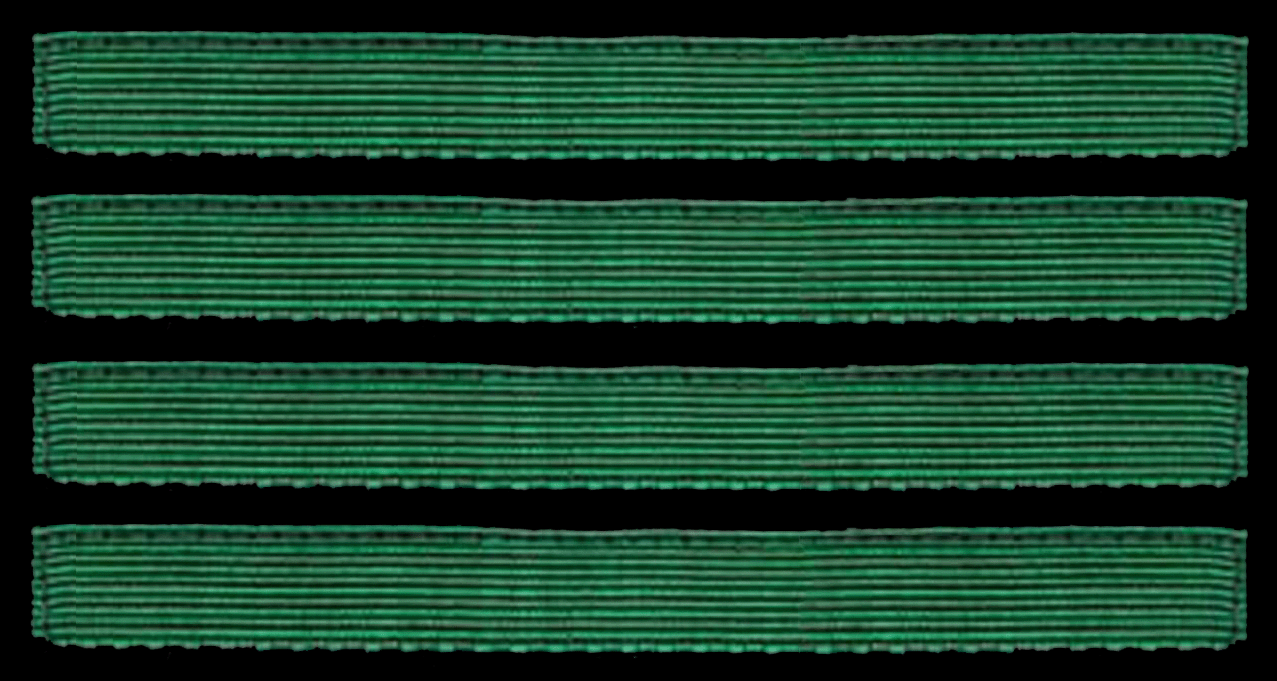
袖章

## 引用
1. 1 2 3  McNab 2009，第30頁.
2. 1 2  Lumsden 2000，第109頁.
3. 1 2  Flaherty 2004，第148頁.
4. ↑  McNab 2009，第29, 30頁.

## 圖書
- Flaherty, T. H. . Time-Life Books, Inc. 2004 [1988]. ISBN 1 84447 073 3.
- Lumsden, Robin. . Ian Allan Publishing, Inc. 2000. ISBN 0-7110-2285-2.
- McNab, Chris. . Amber Books Ltd. 2009. ISBN 978-1-906626-49-5.